# Allendorf (Lumda)
Allendorf is een gemeente in de Duitse deelstaat Hessen, en maakt deel uit van de Landkreis Gießen.
Allendorf (Lumda) telt 4.034 inwoners.

## Kernen
- Allendorf/Lumda
- Climbach
- Nordeck
- Winnen

Allendorf (Lumda) ·
Biebertal ·
Buseck ·
Fernwald ·
Gießen ·
Grünberg ·
Heuchelheim ·
Hungen ·
Langgöns ·
Laubach ·
Lich ·
Linden ·
Lollar ·
Pohlheim ·
Rabenau ·
Reiskirchen ·
Staufenberg ·
Wettenberg